# محمد الصياح
محمد الصيّاح (ولد ببوحجر في 31 ديسمبر 1933- وتوفي في 15 مارس 2018)، سياسي تونسي لعب دورا هاما في الحياة السياسية لأكثر من ربع قرن في عهد الرئيس الحبيب بورقيبة بتوليه عدة مهام وزارية وبإدارته الحزب الاشتراكي الدستوري لسنوات طويلة.

## نشأته وبداياته
نشأ الصيّاح في بلدة بوحجر (الواقعة قرب المنستير مسقط رأس بورقيبة) في عائلة قريبة من الحزب الحر الدستوري الجديد. التحق بالمعهد الصادقي لكنه فصل منه عام 1951 على خلفية مشاركته في مظاهرة أمام قصر الأمين باي. أكمل بعدها دراسته الثانوية في معهد الذكور بصفاقس وتحصل على شهادة الباكالوريا. أتم تعليمه الجامعي في دار المعلمين العليا بتونس المكونة حديثا وتحصل على إجازة في الأدب العربي. نشط الصيّاح في الشبيبة الدستورية وفي الاتحاد العام لطلبة تونس الذي تولى أمانته العامة بين 1960 و1962 كما كان في شبابه أيضا من المقربين من الحزب الشيوعي التونسي دون الانخراط فيه.

## في الحزب والدولة

### في الستينات

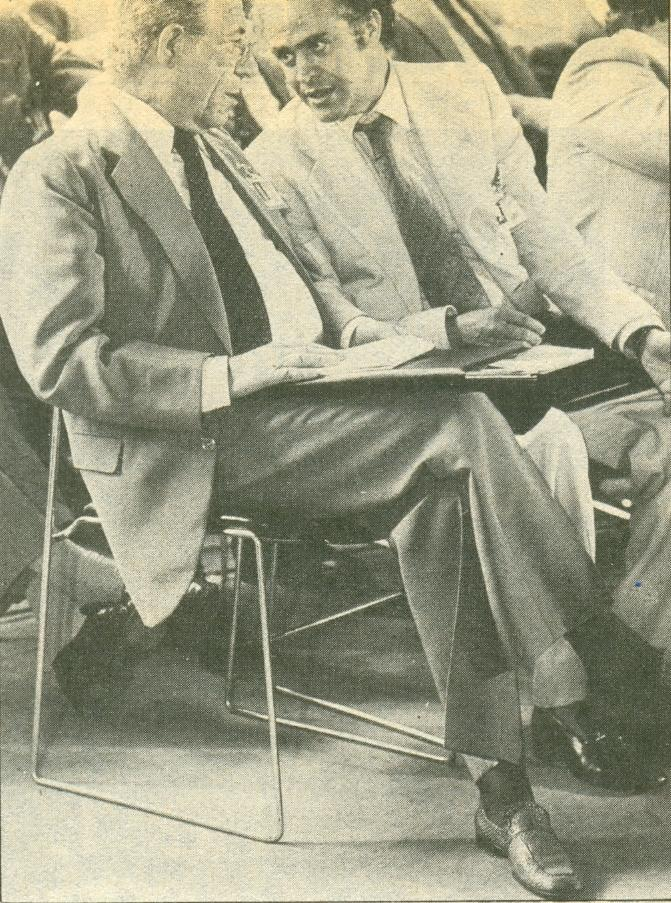
مع الوزير الأول الهادي نويرة أثناء مؤتمر الحزب الاشتراكي الدستوري عام 1979

في أوت 1962 عينه بورقيبة مديرا مساعدا للحزب الحر الدستوري الجديد وكلفه بإدارة جريدة لاكسيون لسان حال الحزب بالفرنسية. عين عام 1964 مديرا للحزب الاشتراكي الدستوري (الاسم الجديد للحزب) الذي أصبح الحزب الواحد منذ عام 1963 خلفا لعبد المجيد شاكر. ساند من خلال منصبه سياسة التعاضد التي قادها الوزير أحمد بن صالح إلا أن علاقته مع هذا الأخير مالبثت أن تصدعت. عين في نوفمبر 1969 بعد فشل التجربة التعاضدية كاتبا للدولة للأخبار في حين عوضه على رأس إدارة الحزب حسيب بن عمار ذى التوجهات الليبرالية.

### في السبعينات
بقي على رأس قطاع الإعلام حتى جوان 1970 تاريخ خروجه من الحكومة إثر ضغوط من زعيم التيار الليبيرالي في الحزب أحمد المستيري. عين على إثرها سفيرا لتونس لدى مكتب الأمم المتحدة في جنيف. عاد إلى تونس في أكتوبر 1971 كوزير للأشغال العامة بعد تجميد بورقيبة لنشاط أعضاء المجموعة الليبرالية داخل الحزب بعد مؤتمر المنستير، ثم عين في جوان 1973 وزيرا للشباب والرياضة. أعيد تعيينه في نوفمبر 1973 مديرا للحزب ووزيرا معتمد لدى الوزير الأول. أصبح الصيّاح أحد أقطاب التيار المحافظ داخل الحكومة إلى جانب الوزير الأول الهادي نويرة ووزير الدفاع عبد الله فرحات وقد كان الحزب ومديره في الواجهة الأولى أثناء المواجهات الدموية بين السلطة والاتحاد العام التونسي للشغل بقيادة الحبيب عاشور في جانفي 1978. أضعف موقفه بعد الأحداث خصوصا أن خصومه اتهموه باستعمال ميليشيا حزبية لقمع معارضيه، وفي مؤتمر الحزب لعام 1979 كان على ذيل قائمة المنتخبين في اللجنة المركزية إلا أن بورقيبة أصر على على قراءة اسمه في رأس اللائحة.

### في الثمانينات
كان في مارس 1980 قاب قوس أو أدنى من تولي الوزارة الأولى إثر الجلطة الدماغية التي تعرض لها الهادي نويرة، لكن بورقيبة عدل عن قراره الأول بتعيينه بتأثير من زوجته وسيلة ليتم في النهاية إسناد المنصب إلى محمد مزالي. عين في أفريل 1980 وزيرا للإسكان وخلفه منجي الكعلي مديرا للحزب. وفي نوفمبر 1983 عين سفيرا في روما لكنه مالبث أن عاد إلى الحكومة في أفريل 1984 على رأس وزارة التجهيز التي تولاها إلى ماي 1987 تاريخ تعيينه وزير دولة مكلف بالتربية. استمر في منصبه إلى 7 نوفمبر 1987 تاريخ إزاحة بورقيبة من طرف الوزير الأول زين العابدين بن علي الذي قام باعتقال الصيّاح وعدد من مناصريه، وفي 18 نوفمبر 1987 وضع حدا لعضويته في الديوان السياسي للحزب. ظل رهن الاعتقال مدة أسبوعين ثم وضع رهن الإقامة الجبرية ليبتعد بعدها نهائيا عن الحياة السياسية.

## المناصب والخطط التي تولاها
- مدير للحزب الاشتراكي الدستوري (22 أكتوبر 1964 - 7 نوفمبر 1969)
- كاتب دولة للأخبار (7 نوفمبر 1969 - 12 جوان 1970)
- سفير لدى مكتب الأمم المتحدة في جنيف (12 جوان 1970 - 29 أكتوبر 1971)
- وزير للأشغال العامة (29 أكتوبر 1971 - 5 جوان 1973)
- وزير الشباب والرياضة (5 جوان - 30 نوفمبر 1973)
- مدير للحزب الاشتراكي الدستوري ووزير معتمد لدى الوزير الأول (30 نوفمبر 1973 - 25 أفريل 1980)
- وزير الإسكان (25 أفريل 1980 - 25 نوفمبر 1983)
- سفير تونس في روما (25 نوفمبر 1983 - 25 أفريل 1984)
- وزير التجهيز (25 أفريل 1984 - 16 ماي 1987)
- وزير دولة مكلف بالتربية (16 ماي 1987 - 7 نوفمبر 1987)
- أنتخب عضوا في مجلس النواب سنوات 1964، 1969، 1974، 1979، 1986 عن دائرة سوسة الثانية.
- رئيس للبلدية التي تشمل صيادة، لمطة وبوحجر.

## روابط خارجية
- محمد الصياح على موقع مونزينجر (الألمانية)